# Ekiga
Ekiga (anciennement GnomeMeeting) est un logiciel libre de téléphonie et de visioconférence par Internet (voix sur IP), pour GNU/Linux, BSD et Windows dont l'interface a été développée avec les bibliothèques de l'environnement GNOME (il fonctionne aussi sur les autres environnements).
Ekiga utilise les protocoles de communication standards et ouverts H.323 et SIP, ce qui le rend compatible et interopérable avec les autres logiciels et appareils basés sur ces mêmes protocoles. Notamment, une compatibilité parfaite existe avec le logiciel Xmeeting sous Mac OS.

## Caractéristiques
- Disponible dans plusieurs langues ;
- Propose des conférences audio/vidéo/texte ;
- Compatibilité avec NetMeeting pour l'audio et la vidéo (mais pas le texte) ;
- Enregistrement possible sur des répertoires ILS ou des gatekeepers ;
- Supporte des options qui aident à passer par les pare-feu.

## Interopérabilité
Ekiga est compatible avec NetMeeting (H323, Windows), Windows Messenger (SIP, Windows), Wengophone/QuteCom (SIP, multiplateforme Linux/Mac OS/Windows), Gizmo5  (SIP, multiplateforme Linux/Mac OS/Windows), Xmeeting (Mac OS).
Certains logiciels très répandus, comme Windows Live Messenger (MSN) et Skype, ne sont pas compatibles avec Ekiga car ils reposent sur des protocoles propriétaires fermés.

## Alternatives
- Twinkle (Linux) : softphone utilisant le protocole SIP
- Linphone (Linux, OSX, Windows, Android, IOS, Linux) : softphone libre utilisant SIP avec messagerie et conférence vidéo
- Jitsi (Java) : softphone utilisant le protocole SIP, messagerie instantanée multiprotocole
- QuteCom : softphone utilisant le protocole SIP, messagerie instantanée multiprotocole
- Skype (Mac, Blackberry, Nokia, Windows, Android) : softphone utilisant un protocole propriétaire, chiffré et fermé le rendant incompatible avec des logiciels libres.